# Lashkendar
Lashkendar é uma montanha no distrito de Tkvarcheli, Abecásia, cujo pico principal tem 1373 metros de altitude. A montanha é considerada um dos sete altares da Abecácia. Existem ruínas de um templo cristão em um de seus cumes menores, a 945 metros de altura, as quais retratam leopardos em baixo relevo, ou possivelmente cães. Não se sabe ao certo a data de sua construção, estimando-se o período entre os séculos VII e XI.